# Crimdon
Crimdon – wieś w Anglii, w hrabstwie Durham. Leży 22 km na wschód od miasta Durham i 366 km na północ od Londynu.